# Hermann Klaue

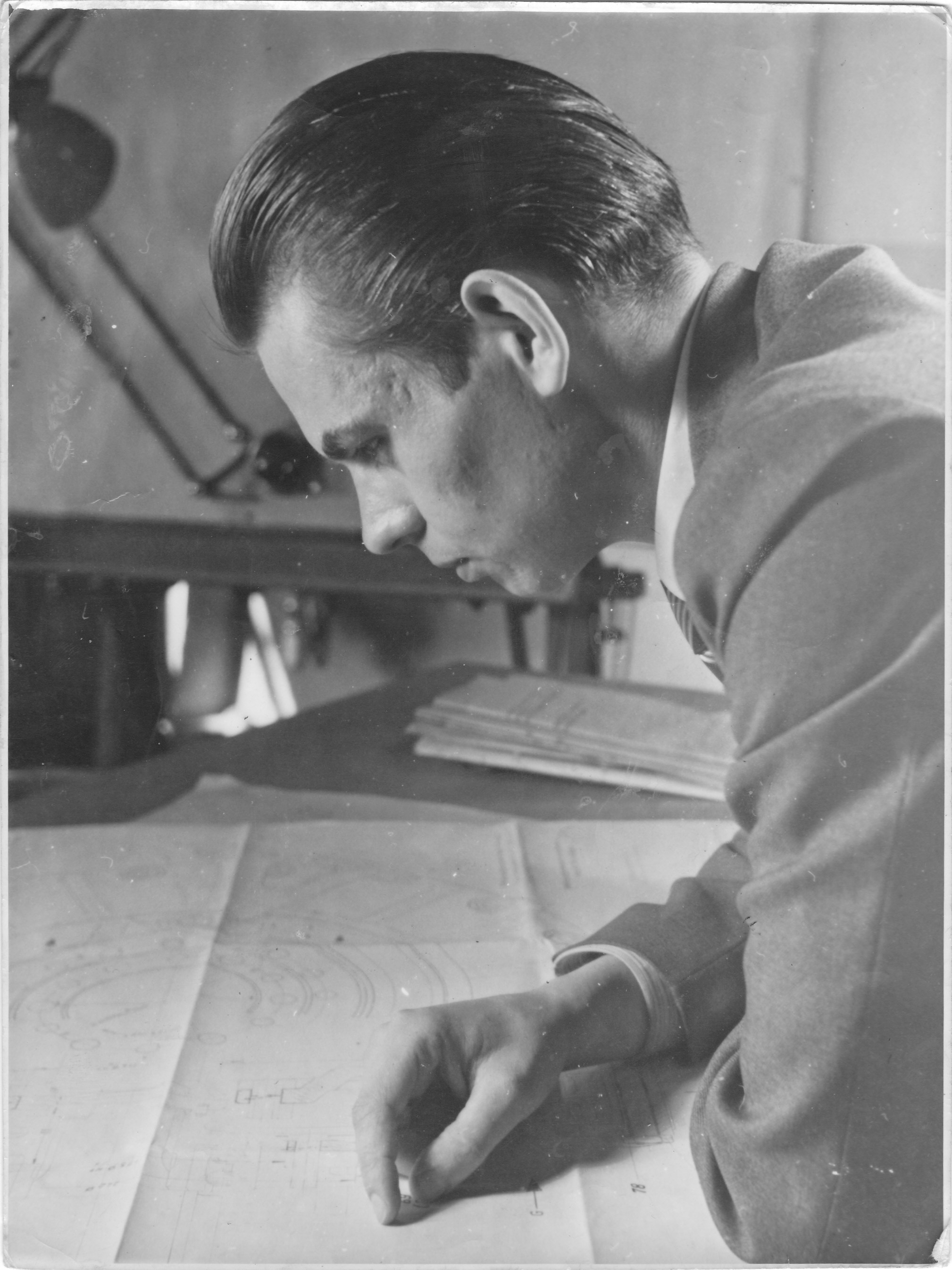
Hermann Klaue um 1940

Hermann Klaue (* 30. August 1912 in Schöningen; † 1. November 2001 in Villeneuve VD in der Schweiz) war ein deutscher Ingenieur und Erfinder.

## Leben
Klaue wohnte bis 1932 in Schöningen und zog anschließend nach Nußdorf am Bodensee.
Der promovierte Ingenieur beschäftigte sich überwiegend mit Fahrzeugtechnik und reichte in seinem Leben rund 800 Patente ein. Besonders im Bereich des Fahrradbaus hat der Ingenieur zahlreiche Entwicklungen vorangetrieben.
Aber auch im Bereich der Bremstechnik gelang Klaue eine wichtige Erfindung: Im Rahmen seiner Doktorarbeit entwickelte er die Vollbelagsscheibenbremse, die 1939 patentiert wurde. Diese Entwicklung wurde später bei der Argus Motoren Gesellschaft, die u. a. die Kampfflugzeugindustrie belieferte, angewandt. Der Einsatz erfolgte u. a. an der Arado Ar 96 und ab 1942 im Panzerkampfwagen VI Tiger. Das Projekt für den Jagdpanzer E-25 (Jaguar) wurde bei Argus in Karlsruhe unter der Leitung von Klaue bis 1945 entwickelt.
Im Jahre 1949 erfolgte der Umzug nach Überlingen. Dort gründete er das Klaue Entwicklungs- und Versuchslabor und machte daraus nach kurzer Zeit die Firma Klaue-Bremse GmbH Überlingen. Das Unternehmen beschäftigte sich mit der Entwicklung und Herstellung von Fahrrädern mit fortschrittlicher Technik. So wurden beispielsweise die in einer Nabe gekapselte Scheibenbremse und ein Leichtmetallrahmen aus Silumin-Guss entwickelt.
1952 entwickelte er ein schon lange erdachtes Konzept des kleinen Personenwagens mit Frontantrieb und quergestelltem Motor über der Vorderachse. Später wurde dieses Konzept von Alec Issigonis übernommen, der für BMC den „Mini“ 1957 konstruierte.
Am 14. Dezember 1959 verlässt Hermann Klaue Überlingen und zieht nach Chernex sur Montreux am Genfersee.
Anfang der 1960er Jahre kam es zum Treffen zwischen Klaue und Heinrich Nordhoff. Auf diesem Treffen schlug Klaue als Nachfolger des „VW Käfers“ ein Modell mit quer eingebautem Frontmotor und Frontantrieb vor, das jedoch zugunsten des später eingestellten EA 266 verworfen wurde. Erst danach erfolgte die Entwicklung des ersten VW Golf.